# Arthur Owen
Arthur Owen (n. 23 martie 1915, Londra, Regatul Unit al Marii Britanii și Irlandei – d. 27 aprilie 2002) a fost un pilot englez de Formula 1 care a evoluat în Campionatul Mondial în sezonul 1960.